# غوردون ماكغريغور
غوردون ماكغريغور (بالإنجليزية: Gordon Roy McGregor)‏ هو شخصية أعمال كندي، ولد في 26 سبتمبر 1901 في مونتريال في كندا، وتوفي في 3 مارس 1971.